# محمد حكمت وليد
محمد حكمت وليد (وُلد عام 1944 في اللاذقية) هو طبيب وأديب وسياسي سوري، يشغل منصب المراقب العام لجماعة الإخوان المسلمين في سورية، حيث كان قد انتُخاب مراقبًا عامًا من قبل مجلس شورى الجماعة في 6 نوفمبر 2014 خلفًا لمحمد رياض الشقفة، وفي عام 2017 أُعيد انتخابه مجددًا مراقبًا عامًا للجماعة.

## حياته
ولد عام 1944 في مدينة اللاذقية، وأكمل تعليمه الثانوي فيها. حصل على شهادة الطب البشري من جامعة دمشق في عام 1968، ثم سافر إلى بريطانيا للتخصص في أمراض طب العيون، فحصل على الدبلوم في عام 1973 ثم على زمالة كلية الجراحين الملكية في إيرلندا لطب العيون وجراحتها في عام 1980، ثم زمالة كلية أطباء العيون البريطانية في عام 1990. عمل أستاذًا مساعدًا في كلية الطب بجامعة الملك عبد العزيز في جدة حتى عام 1988، ثم استشاريًّا لأمراض العيون في مستشفى بخش بجدة. يذكر أيضًا أنه عضو في جمعية أطباء العيون البريطانية.
شارك في عام 1993 مع الأستاذ الدكتور صادق الهلالي بإصدار «معجم العين وأمراضها» تحت إشراف مكتب منظمة الصحة العالمية الإقليمي لشرق البحر المتوسط.

### نشاطه الأدبي
له اهتمامات أدبية متنوعة، وقد نشر العديد من قصائده ومقالاته في الصحف والمجلات الآتية: المسلمون، والندوة، والفيصل، والمجتمع الكويتية، والإصلاح، والبيان، والمشكاة. أيضًا هو عضو في رابطة الأدب الإسلامي العالمية منذ 1989.
أصدر عددًا من الدواوين الشعرية، ومنها: تراتيل للغد الآتي، أشواق الغرباء، حكايات أروى، السفينة والطوفان.

### نشاطه السياسي
دخل في مجموعة من الهيئات السورية السياسية المعارضة، كما ترأس منصب رئيس الحزب الوطني للعدالة والدستور «وعد». انتُخب مراقبًا عامًا لجماعة الإخوان المسلمين في سوريا من قبل مجلس شورى الجماعة في 6 نوفمبر 2014 خلفًا لمحمد رياض الشقفة، ويُعد أول مراقب عام للجماعة من الساحل السوري، بعد حصرهم في بداية التأسيس من مدينتي حلب وحماة. يُعتبر المراقب العام الثاني عشر لجماعة الإخوان المسلمين. أُعيد انتخابه مجددًا مراقبًا عامًا للجماعة في عام 2019، حيث ذكرت الجماعة عبر حسابها الرسمي في تويتر: «مجلس شورى الجماعة يعيد انتخاب الدكتور محمد حكمت وليد مراقبًا عامًا للجماعة لمدة أربع سنوات جديدة».
يعرف محمد حكمت وليد بقربه من تركيا، وفي تصريحاتٍ له كان قد شكر الشعب والحكومة التركية، وأشاد بدعم تركيا للشعب السوري، مرحبًا بالعمليات العسكرية الأولى للجيش التركي التي استهدفت مناطق درع الفرات في ريفي حلب الشمالي والشرقي.
حافظ محمد حكمت وليد أيضًا على علاقةٍ طيبة مع السعودية، حيث هنأ في يونيو 2017 محمد بن سلمان آل سعود بتعيينه وليًا للعهد ونائبًا لرئيس مجلس الوزراء في السعودية، حيث قال في رسالةٍ وجها للسعودية: «لقد كان للمملكة دور هام وفاعل في دعم الشعب السوري، وإننا نتطلع من سموكم إلى استمرار هذا الدعم حتى انتصار ثورته ضد البغي والظلم والقتل الذي يمارسه بشار الأسد، بدعم كامل من النظام الإيراني، وحتى انتهاء معاناة شعبنا وتمتعه بحريته وكرامته».